# Саут-Портленд (Мэн)
Саут-Портленд (англ. South Portland) — город в округе Камберленд, в штате Мэн, США. По подсчетам бюро переписи населения в 2000 году население города составляло 23 324 человек.

## Экономика
Через Портленд-Монреальский нефтепровод к канадскому городу Монреаль протекают миллионы баррелей нефти. Нефть привозят на танкерах к портлендскому порту.
В городе самое большое железнодорожное депо в Новой Англии, построенное «Portland Terminal Company» в 1922 году. Также в городе расположена штаб квартира компании Fairchild.

## География
Согласно бюро переписи населения США, общая площадь города — 37 км², из которых: 31,1 км² — земля и 6 км² (16,15 %) — вода. Омывается водами залива Каско.